# John Grand-Carteret
Pour les articles homonymes, voir Grand-Carteret.
John Grand-Carteret, né le 6 mai 1850 à Paris où il est mort le 31 août 1927, est un journaliste français, historien de l'art et de la mode, considéré comme pionnier dans le domaine de l'iconologie, son ouvrage L'Histoire, la vie, les mœurs et la curiosité par l'Image demeurant une référence.

## Biographie
Fils du banquier d'origine huguenote Victor Grand et de Marie-Antoinette Carteret, sœur de l'homme politique genevois Antoine Alfred Désiré Carteret, John Grand-Carteret commence en tant que journaliste à Genève, puis monte à Paris. Il collabore à L'Ère nouvelle sous le pseudonyme d'« Historicus ».
Grand collectionneur de gravures, d'estampes et de dessins, il a consacré de nombreux ouvrages à l'histoire des mœurs à travers l'image et la caricature : il fait ici figure de pionnier, en s'inspirant de son maître Champfleury, et en rejoignant les travaux novateurs d'Eduard Fuchs (1870-1940) sur l'image.
Ainsi, en 1883, il organise une exposition sur l'iconographie de Jean-Jacques Rousseau au Pavillon de la Ville de Paris, un genre d'exposition qui constitue une première en France.
Il fonde en mars 1893 avec Émile Rondeau la revue Le Livre et l'image . La revue est, en 1910, poursuivie par Jean-Paul Dubray.
En juillet 1894, il est, avec Étienne Charavay, le co-commissaire de la grande Exposition du Livre et de l'industrie du papier au palais de l'Industrie.
John Grand-Carteret est le grand-père du peintre Jean Albert Grand-Carteret.

## Publications
- À la gloire de Rousseau, cantate composée à l’occasion de son centenaire par MM. Robert Caze et John Grand-Carteret. Musique de H. Kling. Genève, Impr. Schira-Blanchard, 1878. In-8, 8 p. (Existe aussi une variante, de format gr. in-4, 4 pages, avec partition de la cantate)
- Les Mœurs et la caricature en Allemagne, en Autriche, en Suisse, 1885
- Raphaël et Gambrinus, ou l'Art dans la brasserie, 1886. Réédition : Paris, Champion ; Genève, Slatkine, 1984
- La France jugée par l'Allemagne, 1886 Texte en ligne
- Les Mœurs et la caricature en France, 1888
- Jean-Jacques Rousseau jugé par les Français d'aujourd'hui, 1890
- Bismarck en caricatures, avec 140 reproductions de caricatures allemandes, autrichiennes, françaises, italiennes, anglaises, suisses, américaines, 1890
- Crispi, Bismarck et la Triple-Alliance en caricatures, avec 140 reproductions de caricatures italiennes, françaises et autres, 1891
- Richard Wagner en caricatures. 130 reproductions de caricatures françaises, allemandes, anglaises, italiennes, portraits, autographes (lettre et musique), 1892
- L'Actualité en images. Les caricatures sur l'alliance franco-russe, 88 reproductions de caricatures françaises, russes, allemandes, austro-hongroises, italiennes, suisses, espagnoles, anglaises, américaines, 1893
- XIXe siècle (en France). Classes, mœurs, usages, costumes, inventions, ouvrage illustré d'après les principaux artistes du siècle et à l'aide des procédés modernes, 1893
- Napoléon en images : estampes anglaises (portraits et caricatures), avec 130 reproductions d'après les originaux, 1895
- Les Almanachs français : bibliographie-iconographie des almanachs, années, annuaires, calendriers, chansonniers, étrennes, états, heures, listes, livres d'adresses, tableaux, tablettes et autres publications annuelles éditées à Paris, 1600-1895, 1896 Texte en ligne
- Vieux papiers, vieilles images, cartons d'un collectionneur, 1896 Texte en ligne
- La Crète devant l'image. 150 reproductions de caricatures grecques, françaises, allemandes, anglaises, autrichiennes, hongroises, bohémiennes, danoises, espagnoles, italiennes, russes, suisses, américaines, 1897
- La Femme en Allemagne, 1897
- Le Musée pittoresque du voyage du Tsar. Caricatures, chansons, images, bibelots, jouets, prospectus, affiches, enseignes, 1897
- La Voiture de demain, histoire de l'automobilisme (passé, présent, technique, caricatures), 1898
- L'Affaire Dreyfus et l'image : 266 caricatures françaises et étrangères, 1898 Texte en ligne
- La Femme en culotte, 1899. Réédition : Paris, Côté-femmes, 1993
- Heureux les peuples qui n'ont pas... d'"Affaire". L'Affaire et l'image, présenté, classé, annoté, par John Grand-Carteret. Les images relatives à la condamnation de Dreyfus (1894). Allégorie pour la réhabilitation. Imagerie française (pour Dreyfus, contre Dreyfus). Imageries allemande, anglaise, austro-hongroise, belge, danoise, hollandaise, italienne, roumaine, russe, suisse, américaine, 1899
- John Bull sur la sellette. Le « Livre bleu » en images, documents pour servir à l'histoire, présentés aux Johns anglais, 140 images satiriques françaises, étrangères et même anglaises de 1800 à 1890, 1900
- L'Aiglon en images et dans la fiction poétique et dramatique, avec 138 reproductions de portraits et estampes : imagerie sur l'enfance, pièces politiques de 1815, imagerie bonapartiste sous la Restauration, pièces sur la mort, pièces avec Napoléon Ier, caricatures, 1901
- Le Décolleté et le retroussé, quatre siècles de gauloiserie, 1500-1900, 1902
- L'Enseigne, son histoire, sa philosophie, ses particularités, les boutiques, les maisons, la rue, la réclame commerciale à Lyon, 1902. Réédition : Lyon, Histoire locale, 1999 Texte en ligne
- La Montagne à travers les âges : rôle joué par elle, façon dont elle a été vue, 2 vol., 1903
- Rire et galanterie, recueil hebdomadaire d'images galantes, 3 vol., 1903-1905
- Almanach des écraseurs à l'usage des écrasés... de l'avenir, imprimé en caractères auto... mobiles pour l'an de grâce et d'électricité 1904, 1904
- Les Titres illustrés et l'image au service de la musique, 1904
- Le Nu à travers les siècles, d'après les estampes et les tableaux, 1904
- Le Bréviaire des jolies femmes, petit almanach de poche à l'usage des élégantes, 1906
- Le Centre de l'amour (polissonneries du bon vieux temps), 1906
- « L'Oncle de l'Europe » devant l'objectif caricatural : images anglaises, françaises, italiennes, allemandes, autrichiennes, hollandaises, belges, suisses, espagnoles, portugaises, américaines, etc., 1906
- Contre Rome, la bataille anticléricale en Europe : 282 images françaises, italiennes, allemandes, autrichiennes, hollandaises, belges, suisses, portugaises, anglaises, américaines, etc., appréciations d'hommes marquants de la France et de l'étranger sur la séparation de l'Église et de l'État, 1906
- Zola en images. 280 illustrations. Portraits, Caricatures, Documents divers, 1907
- Derrière « Lui » : l'homosexualité en Allemagne, 1907. Réédition : Lille, Cahiers Gai-kitsch-camp, 1992, suivi de Iconographie d’un scandale, les caricatures politiques et l’affaire Eulenburg, par James Steakley
- Les Célébrités vues par l'image. Popold II, roi des Belges et des belles devant l'objectif caricatural, 1908, lire en ligne.
- La Conquête de l'air vue par l'image (1495-1909) : ascensions célèbres, inventions et projets, portraits, pièces satiriques, caricatures, chansons et musique, curiosités diverses, avec Léo Delteil, 1909 Texte en ligne
- Une Turquie nouvelle pour les Turcs : la Turquie en images, 1909
- Pour passer le temps en chemin de fer, histoires gaillardes et amusantes, 1909
- Le César allemand devant les siens et devant ses alliés, ce que la caricature pense de Lui, ce qu'Il en pense Lui, images allemandes, autrichiennes, italiennes, anglaises, documents pour servir à l'histoire contemporaine, 1909
- Le Jeune premier de l'Europe devant l'objectif caricatural, 1910 Texte en ligne
- Nicolas, ange de la paix, empereur du knout
- France, Allemagne, Maroc. Une victoire sans guerre, documents et images pour servir à l'histoire du différend franco-allemand, 1911
- Les Trois formes de l'union sexuelle. Mariage, collage, chiennerie, ce qu'on en pensait autrefois, ce qu'on en pense aujourd'hui, enquête inédite auprès des contemporains, et leurs réponses, 1911
- Papeterie et papetiers de l'ancien temps : les corporations, les boutiques, les marchandises, 1913
- Caricatures et images de guerre : Kaiser, Kronprinz et Cie, 1916
- Caricatures et images de guerre : la Kultur et ses hauts faits, 1916
- Verdun, images de guerre, 1916 Texte en ligne
- L'Histoire, la vie, les mœurs et la curiosité par l'Image, le Pamphlet et le document (1450-1900), 5 vol., 1927
- Galanteries du XVIIIe siècle. Vers. Proses. Images. 132 illustrations par Borel, Binet, Boucher, Baudouin, Duplessis-Bertaux, C.-N. Cochin, Desrais, Duncker, Eissen, Fragonard, Helman, Lavreince, Le Mir, Le Roy, Marillier, Martinet, Monnet, Queverdo, Rowlandson, Saint-Aubin, J. Sayer, Schall, Vidal, Watteau, etc., 1929
- Chinois d'Europe et Chinois d'Asie, documents illustrés pour servir à l'histoire des chinoiseries de la politique européenne de 1842 à 1900, s. d.
- Les Élégances de la toilette. Robes, chapeaux, coiffures de style Louis XVI, Directoire, Empire, Restauration (1780-1825). 243 gravures de modes, s. d.